# Apollo 16
Apollo 16 var den tiende bemandede mission i Apollo-programmet og den femte månelanding.
Det var den første landing i Månens bjergområder.

## Højdepunkter
En fejl i servicemodulets hovedmotor var på nippet til at medføre en aflysning af månelandingen. Men problemet blev løst, og landingen blev vellykket.
Man havde forventet at lande i et vulkansk område, men det viste sig ikke at være tilfældet. Blandt de indsamlede prøver var den tungeste sten indsamlet af Apollo-månevandrerne. Den vejede 11,34 kg. Under afprøvningen af månebilen blev der sat en hastighedsrekord på 17,7 km/t.
En mikrosatellit på 36,3 kg blev sat i kredsløb om Månen fra servicemodulet. Den blev frigjort den 24. april 1972 kl.21:56:09 UTC og forblev i kredsløb i 34 dage, hvor den gennemførte 425 kredsløb.
På vej tilbage mod Jorden gennemførte Ken Mattingly en rumvandring på 1 time 23 minutter og 42 sekunder for at hente film ind fra servicemodulet.

## Missionen i tal
- Affyring: 16. april 1972 kl.17:54:00 UTC
Kennedy Space Center, LC 39A
- Månelanding: 21. april 1972 kl.02:23:35 UTC
8° 58' 22.84" S – 15° 30' 0.68" Ø, Descartes bjergene
- Månevandringer:
  - første: 7 timer 11 minutter 2 sekunder
  - anden: 7 timer 23 minutter 9 sekunder
  - tredje: 5 timer 40 minutter 3 sekunder
  - i alt: 20 timer 14 minutter 14 sekunder
- Tid på Månen: 71 timer 2 minutter 13 sekunder
- Indsamlet månemateriale: 95,71 kg
- Landing: 27. april 1972 kl.19:45:05 UTC
0° 43' S – 156° 13' V
- Varighed: 265 timer 51 minutter 5 sekunder
- Antal månekredsløb: 64
- Tid i månekredsløb: 125 timer 49 minutter 32,59 sekunder
- Masse: Kommandomodul 30.395 kg; Månelandingsfartøj 16.445 kg

## Besætning
- John Young, chefpilot
- Ken Mattingly, kommandomodulpilot
- Charles Duke, pilot på månelandingsfartøjet

## Kaldenavne
Kommandomodul: Casper
Månelandingsfartøj: Orion

## Efterskrift
Kommandomodulet er udstillet på U.S. Space and Rocket Center, Huntsville, Alabama. Månelandingsfartøjet blev afkastet den 24. april 1972, men man tabte kontrollen med det. Det kredsede om Månen et års tid og styrtede derefter ned på Månen på et ukendt sted.